# كاناكو نيشي (مؤلفة)
كاناكو نيشي (باليابانية: 西加奈子) (7 مايو 1977، طهران في إيران)؛ روائية يابانية.